# Collaboration
Pour les articles homonymes, voir Collaboration (homonymie).
 (novembre 2016).
La collaboration est l'acte de travailler ou de réfléchir ensemble pour atteindre un objectif. 
Dans son sens commun, la collaboration est un processus par lequel deux ou plusieurs personnes ou organisations s’associent pour effectuer un travail  intellectuel suivant des objectifs communs.
Des méthodes structurées de collaboration encouragent l'introspection de comportements et communication. Ces méthodes ont pour objectif spécifique l'augmentation du taux de réussite des équipes quand elles se livrent à la résolution de problèmes en collaboration. Des schémas, rubriques et graphiques sont utiles afin de documenter objectivement les traits de personnalité afin d'améliorer les résultats des projets actuels et à venir.

## Organisation communautaire
Les membres d'une communauté intentionnelle tendent à partager une vision sociale, politique ou spirituelle, en plus des responsabilités et ressources. Les communautés intentionnelles comprennent les cohabitations, fondations de logement, écovillages, communes, kibboutzim, âshrams et les coopératives de logement. Habituellement, les nouveaux membres d'une telle communauté se font sélectionner par la société actuelle, plutôt que par les agents immobiliers ou propriétaires (si le terrain n'appartient pas à la communauté).

## En théorie des jeux

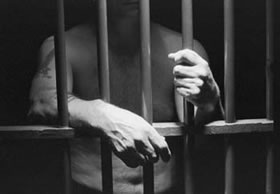
Le dilemme du prisonnier est un exemple de la théorie de jeu

La théorie des jeux est une branche d'économie et des mathématiques appliquées qui examine des situations où plusieurs joueurs prennent des décisions afin de maximiser leur retour. La première discussion documentée se trouve dans une lettre écrite par James Waldegrave, 1er Comte Waldegrave, en 1713. L'œuvre de Antoine Augustin Cournot, Recherches sur les principes mathématiques de la théorie des richesses de 1813, fournit la première théorie générale. Ce n'est qu'en 1928 qu'on voit l'arrivée d'un domaine unique et reconnu, à la suite de la parution des articles de John von Neumann. Ses études de la théorie de jeu menaient au livre Théorie des jeux et comportements économiques  par lui-même et Oskar Morgenstern en 1944. La première discussion du dilemme du prisonnier avait lieu en 1950, et on entreprit une expérience sur ce sujet au complexe RAND.

## La collaboration en entreprise
La collaboration en entreprise existe entre les organisations et au sein d'une organisation elle-même, et va de la simplicité d'un partenariat et du financement participatif à la complexité d'une société multinationale. De manière générale, la collaboration peut être divisée en quatre étapes principales: i) Une compréhension mutuelle du problème ou sujet à traiter, ii) une discussion approfondie sur le sujet, iii) la réalisation du travail iv) la monétisation du travail. 
La collaboration entre les membres d'une équipe permet une meilleure communication au sein de l'organisation et le long des chaînes d'approvisionnement. Il s'agit de coordonner les idées variés de nombreuses personnes afin de générer une connaissance élargie. 
On a démontré que la collaboration avec un nombre restreint d'entreprises sélectionnées a un effet positif sur la réussite et l'innovation. Les améliorations récentes des techniques de communication ont donné au monde un internet à grande vitesse, la connexion sans-fil et des outils collaboratifs en ligne comme les blogues et wikis, et ainsi a créé une collaboration de masse. 
Des gens partout dans le monde peuvent communiquer efficacement et partager leurs idées par voie télaire, même participer aux conférences, sans barrières géographiques.
La recherche en sciences de gestion suggère que la collaboration, tant entre individus qu’entre organisations, présente deux défis majeurs : le défi de coopération (problématique de contrôle pour limiter les comportements déviants) et le défi de coordination (problématique de partage d’information et de communication pour faciliter la compréhension entre partenaires). En retour, de nombreux travaux s’intéresse au rôle de la gouvernance et, en particulier, au rôle du contrat comme outil de coopération visant à supporter à la fois les enjeux de contrôle et de coordination.

## Les outils de la collaboration et du travail collaboratif

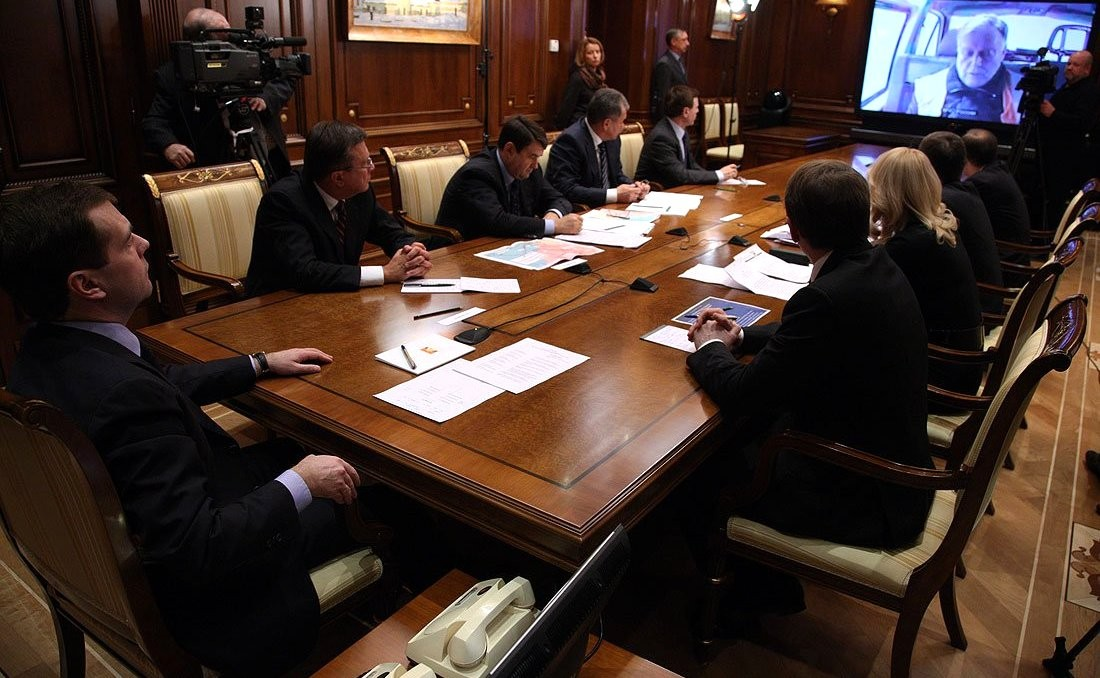
Conférence audio, qui permet la collaboration à grande distance.

Les outils de collaboration comprennent le réseautage social, la messagerie instantanée, le partage de fichiers en ligne, la conférence audio... 
Au sens large, toute technique qui aide au moins deux personnes à réaliser ensemble un objectif peut être considérée comme un outil collaboratif. Internet, lui, a rendu le partage d'idées, de connaissances et techniques presque gratuit et instantané, facilitant le travail collaboratif de façon spectaculaire.
De nombreuses grandes sociétés développent des stratégies pour faciliter l'interaction entre leurs collaborateurs et  leurs partenaires.

## Dans le  monde du spectacle
La collaboration dans le monde du spectacle est un phénomène relativement nouveau, entraînée par l'essor de réseaux sociaux, la téléréalité et les sites d'hébergement de vidéos tels que YouTube et Vimeo.

## L'édition

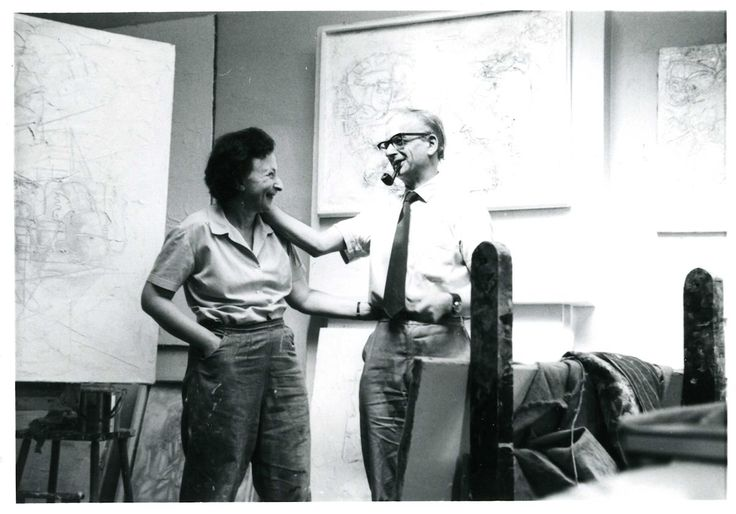
Franciszka et Stefan Themerson ont collaboré pendant plus de cinquante ans, entre Varsovie-Paris-Londres: cinéastes, écrivains, illustrateurs, éditeurs et pataphysiciens

La collaboration dans l'édition varie entre une copaternité toute simple et la complexité du travail collaboratif (voir les Themerson). Des exemples techniques comprennent Usenet, listes de courriels, les carnets en ligne et wikis alors que des exemples physiques comprennent des monographies et les journaux périodiques.

## Dans les sciences
Bien qu'aucune institution scientifique organise les recherches de science à l'échelle internationale, un réseau mondial s'est formé vers la fin du vingtième siècle. Indiquée par la hausse de corédactions de revue savante, Wagner et Leydesdorff ont démontré que la collaboration mondiale a doublé entre 1995 et 2005,. Alors que la paternité collaborative s'est accrue au sein des pays, elle avance à un pas moins vite et est moins citée.

## Seconde Guerre mondiale
Dans son discours du 30 octobre 1940, le maréchal Pétain, chef de l'État français entre 1940 et 1944, annonce qu'il entre dans la collaboration avec l'occupant Nazi pour construire un nouvel ordre européen. Depuis lors, en France, le terme collaboration englobe le soutien à l'occupation allemande, au régime de Vichy, et la participation des citoyens et fonctionnaires à l'action de l'occupant (dénonciation, arrestation, déportation des personnes et groupes de personnes à exterminer).
L'abréviation « collabos » sera fréquemment utilisée et aujourd'hui elle a conservé son sens fortement négatif, désignant les collaborateurs. Les historiens emploieront le néologisme collaborationniste pour qualifier ceux qui en France de 1940 à 1944, éprouvent de la sympathie pour l'Allemagne nazie et sont partisans d'une alliance avec l'Allemagne donc d'une collaboration plus poussée.
Linguistiquement, collaboration suggère l'égalité des associés qui travaillent ensemble, ce qui n'est clairement pas le cas lorsqu'une partie est une armée d'occupation et l'autre est un peuple occupé sous ses pouvoirs.

## Les complexes industriels militaires
Le terme complexe industriel militaire ou complexe militaro-industriel fait référence à un rapport étroit et symbiotique dans un pays entre ses forces armées, son industrie, et des intérêts politiques et commerciaux associés. Dans un tel système, l'armée dépend de l'industrie pour fournir le matériel, alors que l'industrie de la defense dépend de commandes gouvernementales. 

### Skunk Works

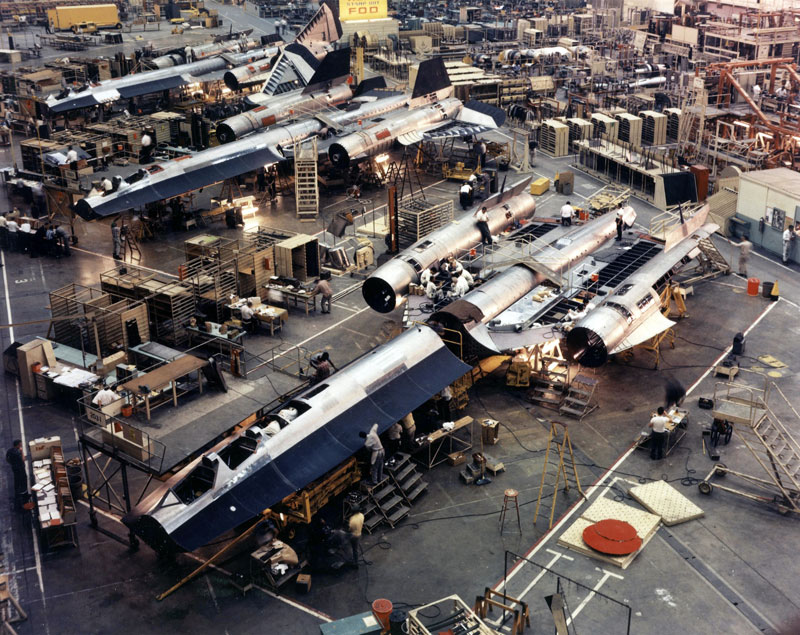
Chaîne de montage du SR-71 Blackbird à Skunk Works

Skunk Works (l'expression Skunk works se traduirait par Atelier des Putois  ou mouffetterie) est, à l'origine, la division de recherches avancées du fabricant Lockheed Martin, fondée en 1943. L'équipe concevait  rapidement des aéronefs très innovateurs, même achevant son premier projet 37 jours avant sa date limite. Le créateur de l'organisation Clarence Johnson était, disait-on, un génie organisateur et avait quatorze règles de fonctionnement basiques. Le terme signifie aujourd'hui un groupe dans une organisation munie d'un degré important d'autonomie sans fardeau bureaucratique, chargé du développement des projets avancés ou secrets.

### Le projet Manhattan
Le projet Manhattan était la collaboration des États-Unis, du Royaume-Uni et du Canada afin de déployer la première arme nucléaire (bombe atomique) au cours de la Seconde Guerre mondiale. Officiellement, sous le titre du Manhattan Engineer District, il renvoie spécifiquement à la période 1941-1946 sous l'autorité du corps des ingénieurs de l’armée des États-Unis, administrée par le général Leslie Richard Groves. Le physicien américain Robert Oppenheimer dirigeait les recherches scientifiques.
Alors que les personnes ci-dessus eurent de l'influence sur le projet lui-même, la valeur de ce projet en tant qu'influence sur la collaboration organisée est plutôt attribuable à Vannevar Bush. Au début de 1940, Bush faisait pression pour la création de la National Defense Research Committee (Comité nationale des recherches militaires). Frustré par l'incapacité bureaucratique à mettre en place la technologie pendant la Première Guerre mondiale, Bush chercha à organiser le pouvoir scientifique des États-Unis pour de meilleurs résultats. 
Le projet réussit le développement et détonation de trois armes nucléaires en 1945 : l'essai d'une bombe au plutonium à implosion le 16 juillet (l'essai Trinity) près d'Alamogordo, Nouveau-Mexique ; une bombe l'uranium enrichi, avec nom de code Little Boy le 6 août au-dessus de Hiroshima, au Japon ; et une seconde bombe au plutonium, Fat Man, le 9 août au-dessus de Nagasaki, Japon.

## Commerce

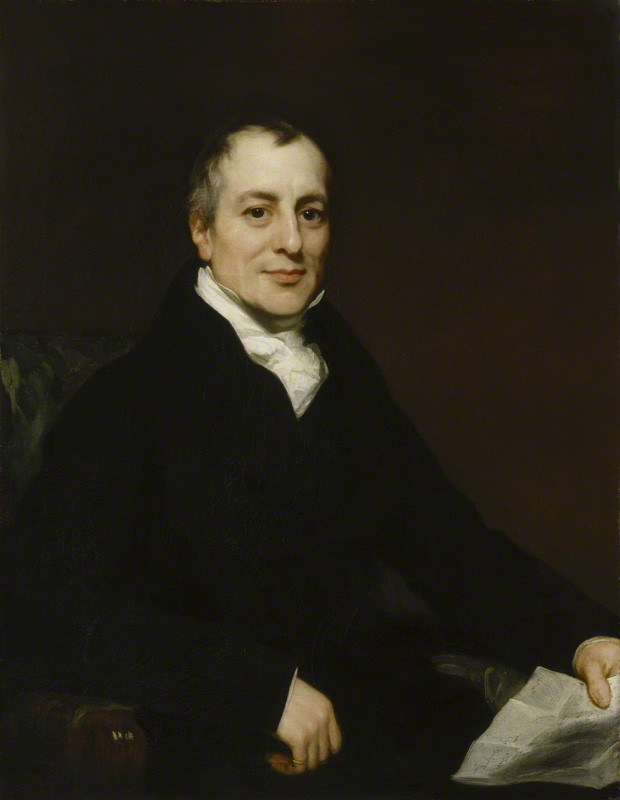
Lorsqu'un producteur inefficace envoie ses marchandises qu'il produit le mieux à un pays capable de les produire plus efficacement; les deux pays tirent un avantage. David Ricardo, 1817

Le commerce tire son origine des premières communications à l'époque préhistorique. L'économie de troc régnait en l'absence d'une devise moderne. Peter Watson estime que le commerce de longue distance existe depuis environ 150 000 ans . Le commerce existe pour de nombreuses raisons. En raison de la spécialisation et de la répartition de travail, la plupart des gens s'occupent d'un aspect étroit de la production, échangeant leurs produits pour d'autres. Le commerce interrégional existe à cause des avantages variés de chaque région - abondance d'une certaine matière première, main d'œuvre importante... Ainsi, les deux régions tirent avantage de faire du commerce aux prix du marché. De même; David Ricardo, dans Des principes de l'économie politique et de l'impôt souligna les avantages pour deux producteurs inégaux lorsqu'ils collaborent.